# Сооружения подземной фильтрации
Сооружения подземной фильтрации (фильтрующие сооружения) — сооружения для биологической очистки и утилизации сточных вод в естественных условиях путем их внутрипочвенной фильтрации через грунт. Сточные воды, подаваемые на сооружения, должны пройти предварительную очистку в септиках.
Сооружение подземной фильтрации вместе с септиком и соединяющими их трубами образуют автономную систему канализации. Почвенные методы очистки стоков являются предпочтительными (по сравнению с искусственными методами) при наличии достаточной площади земельного участка и благоприятных грунтовых условиях.

## Общее описание
Сооружения подземной фильтрации используются для решения одновременно двух задач:
- Очистка сточных вод: разложение вредных примесей, которые могут загрязнить водоносные горизонты, до безопасных веществ, а также нейтрализация опасных микроорганизмов.
- Утилизация сточных вод: возврат очищенных сточных вод в естественные природные условия, обеспечение почвы влагой и удобрениями.

В сооружениях подземной фильтрации происходит не просто механическое впитывание стока в поры грунта, а именно разложение примесей почвенными бактериями. Если такое разложение не будет происходить, например, из-за недостаточного поступления кислорода в грунт, то поступающие со стоком органические взвешенные вещества быстро закольматируют грунт, и сооружение перестанет фильтровать сток.
Грунт вокруг и под сооружением подземной фильтрации является важнейшей неотъемлемой частью сооружения, поскольку процессы биохимического распада органических загрязнителей стока и их трансформация в другие вещества происходит именно в грунте. В правильно спроектированном сооружении подземной фильтрации глубина промачивания грунта стоками не превышает 1,5 м от уровня подошвы котлована сооружения. Поэтому возможность загрязнения грунтовых вод, находящихся на большей глубине, исключена.

## Типы сооружений
Стандарт СТО НОСТРОЙ 2.17.176-2015 рассматривает следующие типы сооружений подземной фильтрации: фильтрующие колодцы, поля подземной фильтрации, фильтрующие кассеты, фильтрующие тоннели, фильтрующие блоки или гибридные сооружения на их основе.

## Ограничения
Сооружения подземной фильтрации не могут быть применены на земельных участках в  случаях, когда:
- участок попадает в санитарно-защитную зону источников водоснабжения или иных, особо охраняемых объектов;
- участок находится на просадочных или скальных (не фильтрующих) грунтах;
- участок находится на крутом склоне, переувлажнение которого чревато оползнями;
- на участке слишком высокий уровень грунтовых вод, а сам участок слишком мал для сооружения фильтрующего сооружения в насыпи;
- на участке невозможно соблюсти санитарные, строительные или технологические разрывы от зданий или иных сооружений до сооружения почвенной фильтрации.